# 靈薄獄

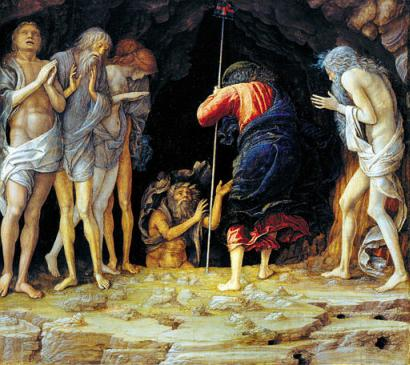
安德利亞·文廷立（Andrea Mantegna）於1492年完成的畫作《墜入靈薄獄》

靈薄獄，又稱古聖所（拉丁語：limbus），解作「地獄的邊緣」，是关于那些死后生命于原罪而没有被分配到地狱的人的来世状况的观点。根據一些天主教神學家解釋，靈薄獄是用來安置耶穌基督出生前逝去的好人。另外，靈薄獄安置了未受洗禮而夭折的嬰兒靈魂（包括未成形的胚胎，他們本身不可能犯罪，但卻有與生俱來的原罪）。
靈薄獄之詞源來自拉丁語单词limbus，意思為邊緣或界限。靈薄獄普遍地認為是靈魂將要去的地方，反映神學的不確定性。靈薄獄不為天主教和東正教的正式教條部分（比較起煉獄，它是天主教教條的一部份）。正式教會教學依然是，這些靈魂（不論他們生前為善為惡）都是在靈薄獄中。換句話說，他們的命運無法確定，只有天主（上帝/神）才能定斷。
天主教神學中，此學說仍在爭論。由於《聖經》沒有直接論述和沒有充分根據，基督新教不接受靈薄獄的概念。

## 歷史沿革
靈薄獄之說出自猶太教，說明是彌賽亞降生之前的眾猶太教先知死後所處地方，等待救世主的救贖。但此說有別於古代猶太教所信仰的陰間。
其後基督教興起成為主流宗教，將此學說收納並引申來解讀為「罪不致落地獄，又沒有資格進入天堂」的靈魂安息地。初期教父們的觀點中，靈薄獄之說的正統性並未確認。
天主教著名的神學家聖奧古斯丁在著作中，將此學說重新納入神學。另一位希臘教父聖額我略也同意聖奧古斯丁的學說，曾表示：「它（靈薄獄）將發生，我相信那些未受洗禮的嬰兒靈魂，不能上天堂接受榮耀，但亦不該被譴責和遭受處罰，因為他們並非邪惡。」他認為這些靈魂處於一處中立地帶中。
由於聖奧古斯丁學說深深影響天主教，靈薄獄之說再興起。教宗依諾增爵三世在書信中提到：「這些靈魂，除了痛苦地永遠被剝奪觀看天主的權利之外，他們的靈魂不會遭受‘其它痛苦’（包括受永刑）。」這暗示了靈薄獄的存在。到中世紀的經院哲學時期，聖托馬斯·阿奎納將此學說加以充實化。
另一群反對聖奧古斯丁學說的神學家，如聖羅拔·巴拉米爾、丹尼斯·帕魯和加高斯-波根·波士力，表示聖奧古斯丁學說僅僅是聖奧古斯丁的私人觀點，而不是天主教教義，他們甚至譴責此為異端，催促教會放棄此學說。他們認為此類靈魂死後該立即落地獄，但所受的懲罰與惡人的不同。
支持聖奧古斯丁學說的一派卻認為他們太過苛刻，兩派神學家一直爭論靈薄獄之存在，爭論延續至今。教宗若望保祿二世請求國際神學委員會考慮未來得及受洗禮而夭折嬰兒的命運問題。當時的國際神學委員會之議長若瑟·拉青格（即後來的教宗本篤十六世）厭惡靈薄獄的想法。1984年，他曾經表示：「對於信仰而言，靈薄獄並非肯定的真理。個人來說，我寧願取消它，因為它只不過是一個神學的假想。」

## 靈薄獄的狀態
如果天堂是與天主同在的幸福之地，那麼地獄則是受永遠的酷刑和與天主分離的地方，許多天主教神學家推測，靈薄獄是一個中立國，靈魂依然蒙福，但靈魂則在地獄保存。聖托馬斯·阿奎納描述嬰兒靈魂在靈薄獄為一個永恆的喜悅狀態，他們將會在靈薄獄中施洗。
這樣的猜想使「天主想拯救的人」得以擴大解釋到未及受洗的夭折嬰兒、沒有足夠智力理解基督教教義的智能障礙人士，及未成形的人類胚胎。天主教神學家推測，正義和仁慈的上帝可以給不能理解教義的靈魂，有機會接受天主的寬容，安置他們在天堂或地獄中，但並不受苦。雖然這想像如靈薄獄一樣，不納入正式教義中。

## 靈薄獄內之靈魂

### 耶穌基督出生前逝去的好人
支持靈薄獄概念的人認為，生前為善死後升上天堂之前，必須等待基督打開天堂之門。支持的《聖經》段落，其中有路加福音23：43，耶穌告訴「好竊賊」：「我實在告訴你：今天你就要與我一同在樂園裏。」但在復活和永生之間，耶穌告訴了他的追隨者自己本人：「因為我還沒有升到父那裏」（若望福音20：17）。伯多祿曾寫：「他藉這神魂，曾去給那些在獄中的靈魂宣講過」（伯多祿前書3：19）。中世紀戲曲刻畫了基督在十字架上釘死和復活之間的三日中帶領攻擊地獄，並且勝利，釋放正義的靈魂，護航他們入天堂。這後來成為東正教聖潔星期六儀式（在耶穌受難節和復活節之間）。
譯者注：聖經經文翻譯來自天主教聖經思高本。

### 未來得及受洗禮而夭折的嬰兒靈魂
關於未來得及受洗禮而夭折的嬰兒靈魂命運，是一個更加棘手的問題。
洗禮是天主教教義之中是否有資格進入天堂的重要儀式。但天主教神學家認為人類有與生俱來的原罪，須要受洗禮而蒙福，純淨靈魂打開進入天堂之大門。但嬰兒沒有宣稱他們的信念或執行基督徒善行之智力，嬰孩依靠他們的父母（或其它照料者）帶信念給他們。如果，為任何原因，未來得及受洗禮的嬰兒夭折，他們就會被打入靈薄獄。許多突出的神學家爭辯，仁慈和正義的上帝不會把無犯過罪的嬰兒打入地獄。
天主教會相信所有因墮胎而失去性命的無辜嬰兒會得到天主憐憫而進入天國，並會為他們的父母向天父祈禱。教宗若望保祿二世在教宗通諭《生命的福音》（Evangelium Vitae）中為曾經墮胎的婦女特別寫道：「仁慈的天父隨時準備在和好聖事中寬恕你，賜你平安。你會因而了解沒有什麼是絕對失去的，你也能請求現在已與天主生活在一起的孩子原諒你。」

## 新教對靈薄獄的態度
新教的神學完全不接受靈薄獄的概念，理由是對天主教教義的原罪解讀不同。
新教的神學家認為耶穌被釘死於十字架那一刻，已經替人類贖去原罪的罪孽，以後出生的人類不再有與生俱來之原罪，而夭折的嬰兒生前根本沒有機會犯罪，自然能以無罪之身進入天堂，所以沒有加設靈薄獄的需要。例如：很多新教的教派都拒絕為沒有足夠智力理解教義的嬰兒施洗。

## 文學中的靈薄獄
在《神曲》中，但丁描述靈薄獄是地獄的第一圈，位於冥河之外，但在邁諾斯審判席前。古代歷史和神話中最貞潔的異教徒居住在明亮美麗的表面，越過冥河之後，則是靈薄獄通向地獄之門，為地獄的前庭，居住了所謂的「中立主義者」或「機會主義者」，他們生前的生活說不上有罪，也說不上好；靈薄獄的居民包括天堂中路西法作亂時，作壁上觀，沒有加入路西法作亂，又沒有加入追隨上帝與路西法大軍作戰的天使，他們被去除榮光，打入靈薄獄。靈薄獄還有一位被封為聖人的特別住客，教宗雷定五世，他是梵蒂岡歷史上第一位自願遜位的教宗。
俄国作家索尔仁尼琴在他的作品《第一圈》中借用但丁的第一圈来比喻。